# دن-ئن-چوفو

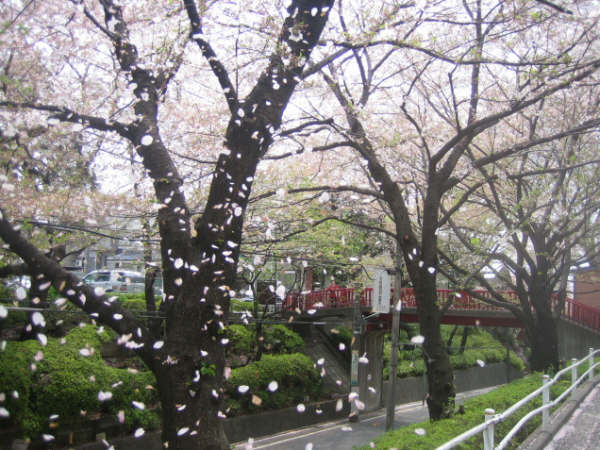
دن-ئن-چوفو

دن-ئن-چوفو (به ژاپنی: 田園調布 Den-en-chōfu) یکی از محله‌های توکیو پایتخت ژاپن است که در منطقهٔ ستاگایا واقع شده‌است.

## ایستگاه قطار
- شرکت راه آهن توکیو، ■ خط توکیو تویوکو ایستگاه دن-ئن-چوفو